# Louis-Emmanuel Jadin
Louis-Emmanuel Jadin, född 21 september 1768 i Versailles, död 11 april 1853 i Paris, var en fransk pianist, violinist och komponist. Han var son till Jean-Baptiste Jadin, bror till Georges och Hyacinthe Jadin samt far till Adolphe Jadin.

## Biografi
Louis-Emmanuel Jadin föddes 1768 i Versailles. Han var bror Georges Jadin och Hyacinthe Jadin, samt spelade violin och klaver. Jadin var professor vid Pariskonservatoriet och orkesterchef vid Théâtre Molière. Han blev guvernör över de kungliga musikpagerna 1814, en post han pensionerades från 1830. Jadin blev riddare av Hederslegionen 1824. Han skrev 30 större och mindre operor, instrumentalmusik och sånger med mera.